# 真教寺 (那覇市)
真教寺（しんきょうじ）は、沖縄県那覇市にある真宗大谷派の寺院。

## 前史
1609年（万暦37年・慶長14年）の琉球侵攻後、琉球王国は薩摩藩の支配下に入った。宗教政策も1659年（順治16年・万治2年）より薩摩藩のものが適用された。薩摩藩では日本全国共通のキリスト教禁教だけでなく浄土真宗も禁教の対象であった。禁教令以前に琉球に伝来した浄土系宗派は、袋中がもたらした浄土宗であったが、薩摩の侵攻などの混乱もあり教勢は振るわなかった。
琉球に浄土真宗が伝来したことが確認できる最古の記録は、1789年（乾隆54年・寛政元年）に西本願寺第6代能化功存が尼講宛に出した書状である。以降、浄土真宗の門徒は増えていき、それに伴い摘発事件が相次いだ。1879年（明治12年）に禁教令は正式に撤廃された。

## 歴史
1884年（明治17年）、田原法水によって開山された。法水は禁教令撤廃前の1876年（明治9年）より布教活動を開始、1884年（明治17年）に布教所を開設した。その後1889年（明治22年）に「琉球別院」に改称し、1892年（明治25年）に「真教寺」に改称した。
1945年（昭和20年）の沖縄戦で壊滅的打撃を受けた。1972年（昭和47年）に再建された。

## 交通アクセス
- 旭橋駅より徒歩11分。